# Supercopa Sudamericana 1990
III Supercopa Sudamericana 1990

## 1/8 finału (26.10i8.11)
Peñarol –  Santos FC 0:0 i 2:2, karne 4:2 (pierwszy mecz 18.10)

 Independiente –  Club Nacional de Football 1:1 i 1:2 (pierwszy mecz 24.10)

 Cruzeiro EC –  Racing Club 1:0 i 0:1, karne 2:4 (drugi mecz 7.11)

 Argentinos Juniors –  CR Flamengo 3:1 i 1:3, karne 4:3

 River Plate –  Club Olimpia 3:0 i 0:3, karne 3:4 (mecze 31.10 i 7.11)

 Grêmio –  Estudiantes La Plata 1:0 i 0:2 (pierwszy mecz 31.10)

Wolny los:  Boca Juniors

 Atlético Nacional został zmuszony do wycofania się z rozgrywek, a do tego zabroniono mu rozgrywania meczów międzynarodowych po tym, jak przy okazji meczu z  CR Vasco da Gama sześciu ludzi z bronią w ręku groziło sędziemu

## 1/4 finału (4.11i21.11)
Peñarol –  Boca Juniors 0:1 i 2:0
1. 0:1 Blas Armando Giunta
2. 1:0 Silvero, 2:0 Villar

 Club Olimpia –  Racing Club 1:1 i 3:0

 Argentinos Juniors –  Club Nacional de Football 2:1 i 1:3 (pierwszy mecz 16.11)

Wolny los:  Estudiantes La Plata

## 1/2 finału (28.11i5.12)
Estudiantes La Plata –  Club Nacional de Football 0:0 i 0:0, karne 3:5

 Peñarol –  Club Olimpia 2:1 i 0:6 (drugi mecz 10.12)

## Finał
Club Nacional de Football –  Club Olimpia 0:3 i 3:3
5 stycznia 1991 Montevideo, Estadio Centenario

 Club Nacional de Football –  Club Olimpia 0:3 (0:0)

Sędzia: Jose R. Wright (Brazylia)

Bramki: – / Gonzalez, Amarilla, Samaniego

Club Nacional de Football: Sere – Tony Gómez, Milton Gómez, Revelez, Soca, Morán, Cardaccio, Lemos, Dely Valdez, W. Cabrera (Baez), Vargas (V. Ramos)

Club Olimpia: Almeida – Cáceres, Ramírez, Fernández, Suárez, Balbuena, Guasch, Monzón, González, Amarilla, Samaniego
11 stycznia 1991 Asunción, Estadio Defensores del Chaco

 Club Olimpia –  Club Nacional de Football 3:3 (1:2)

Sędzia: Juan C. Loustau (Argentyna)

Bramki: Samaniego, Amarilla, Monzon / Cardaccio, Moran, Wilson Nunez

Czerwona kartka: – / Pena 10

Club Olimpia: Almeida – Cáceres, Ramírez, Fernández, Suárez, Balbuena, Guasch, Monzón, González (Villalba), Amarilla, Samaniego

Club Nacional de Football: Sere – Maristal, Sarabia, Revelez, Mozo, Pena, Cardaccio, Morán, Miranda (W. Cabrera), Wilson Núñez, García (V. Ramos)

## Klasyfikacja strzelców bramek
| Gole | Piłkarz           | Klub         |
| ---- | ----------------- | ------------ |
| 7    | Raul Amarilla     | Club Olimpia |
| 4    | Adriano Samaniego | Club Olimpia |
| 3    | Gabriel Gonzalez  | Club Olimpia |